# Cordylochernes panamensis
Cordylochernes panamensis är en spindeldjursart som beskrevs av Clarence Clayton Hoff 1944. Cordylochernes panamensis ingår i släktet Cordylochernes och familjen blindklokrypare. Inga underarter finns listade i Catalogue of Life.